# Комплекс Супермена
Комплекс Супермена — у психології це нездорове почуття відповідальності або переконання, що всім іншим не вистачає здатності успішно виконувати одне чи кілька завдань. Така людина може відчувати постійну потребу «рятувати» інших і в процесі бере на себе більше роботи.
Здається, вперше цей вислів використав німецько-американський психіатр Фредрік Вертам у своїй книзі «Зваблення невинних» 1954 року та в його свідченнях підкомітету Сенату з питань злочинності неповнолітніх. Його початкова теорія зосереджувалася не на поточному натяку на комплекс рятівника, а більше на схильності людей отримувати задоволення від спостереження, як хтось інший б'є іншу людину, поки вони стоять поряд неушкодженими. Він стверджував, що діти, які читають комікси про Супермена, піддаються «фантазіям садистської радості від того, що бачать, як інших людей карають знову і знову, а ти сам залишаєшся несприйнятливим». У своєму дискурсі про комплекс Супермена Вертам також звинувачував комікси в інших соціальних проблемах, таких як підліткова злочинність, гомосексуальність і комунізм.